# Pentacalia almironcillo
Pentacalia almironcillo là một loài thực vật có hoa trong họ Cúc. Loài này được Proctor mô tả khoa học đầu tiên năm 1982.